# Alexander von Schlippenbach
Alexander von Schlippenbach (Berlino, 7 aprile 1938) è un compositore, pianista jazz tedesco; divenne famoso negli anni '60 suonando il free jazz in un trio con il sassofonista Evan Parker e il batterista Paul Lovens e come membro della Globe Unity Orchestra. Dagli anni '80 Von Schlippenbach ha esplorato il lavoro di compositori jazz più tradizionali come Jelly Roll Morton o Thelonious Monk.

## Biografia
Schlippenbach ha iniziato a suonare il pianoforte all'età di otto anni e ha continuato a studiare composizione a Colonia sotto Bernd Alois Zimmermann. Durante gli studi ha iniziato a suonare con Manfred Schoof.
All'età di 28 anni fondò la Globe Unity Orchestra. Nel 1988 fondò la Berlin Contemporary Jazz Orchestra, una big band che nel corso degli anni ha compreso, tra gli altri, Willem Breuker, Paul Lovens, Misha Mengelberg, Evan Parker, la moglie di Schlippenbach Aki Takase e Kenny Wheeler.
Nel 1994 gli è stato assegnato il premio Albert Mangelsdorff.
Schlippenbach ha prodotto varie registrazioni e ha lavorato per i canali radiofonici tedeschi. Ha suonato con molti musicisti della comunità free jazz europea. Nel 2005 ha registrato le opere complete di Thelonious Monk, che sono state pubblicate su CD come Monk’s Casino.

## Galleria d'immagini

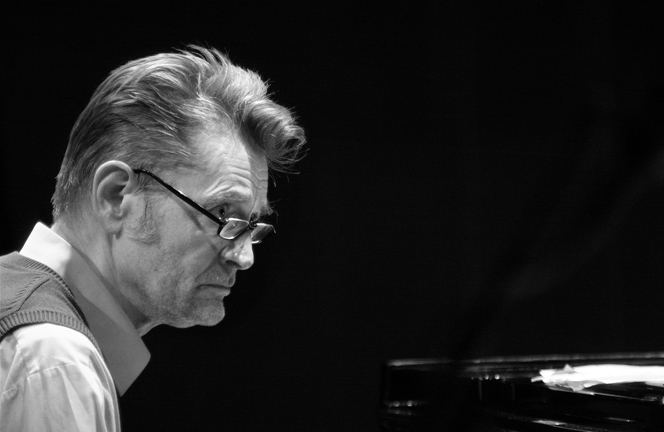
Amsterdam - Bimhuis, Alexander von Schlippenbach, pianista jazz tedesco
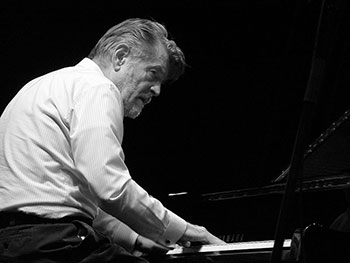
Alexander von Schlippenbach
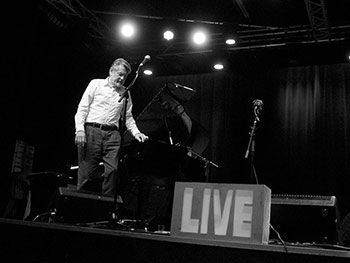
Alexander von Schlippenbach
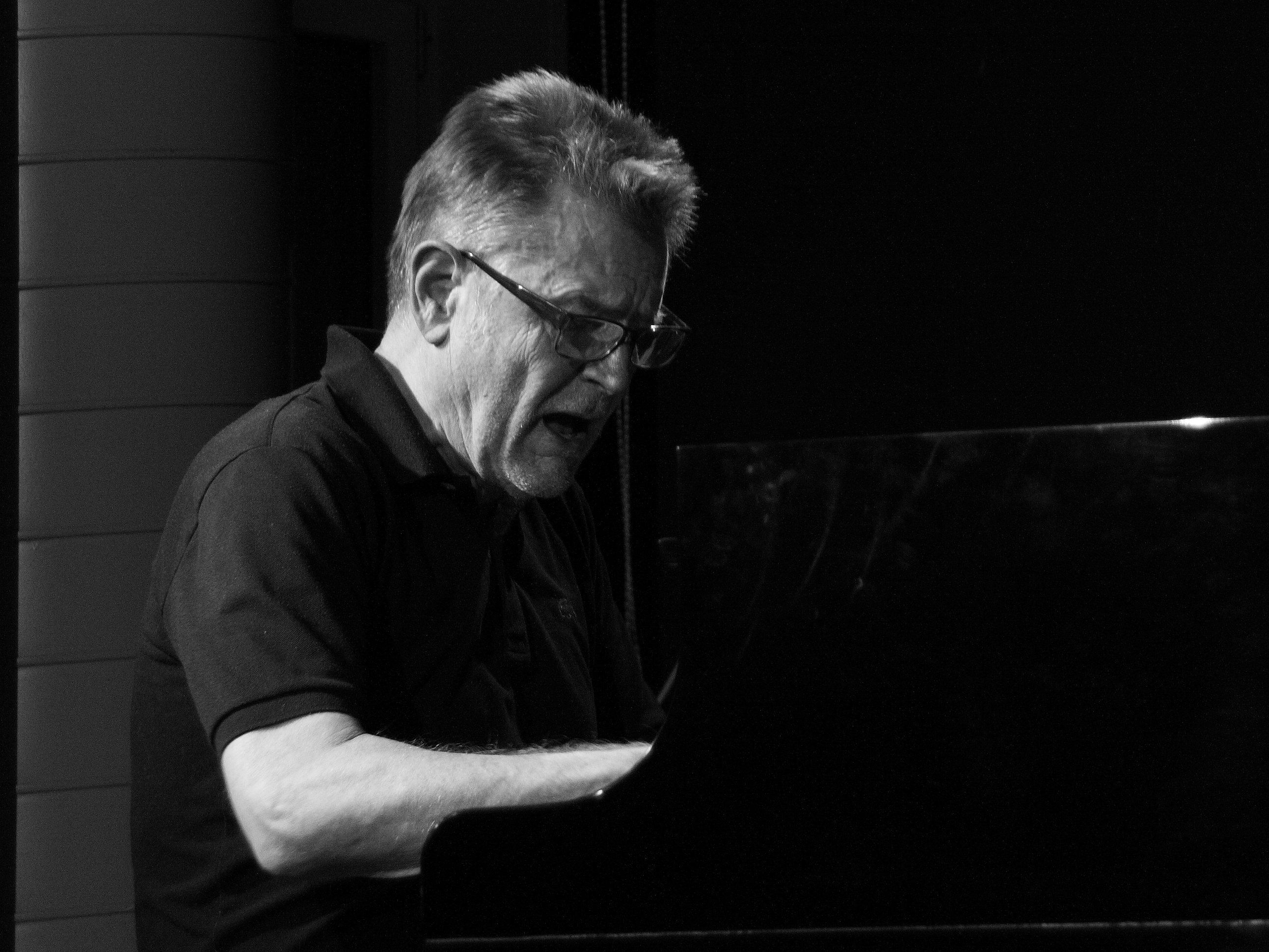
Il Trio Schlippenbach con Alexander von Schlippenbach (pianoforte), Evan Parker (sax) e Paul Lovens (dr) al KULT, Niederstetten.
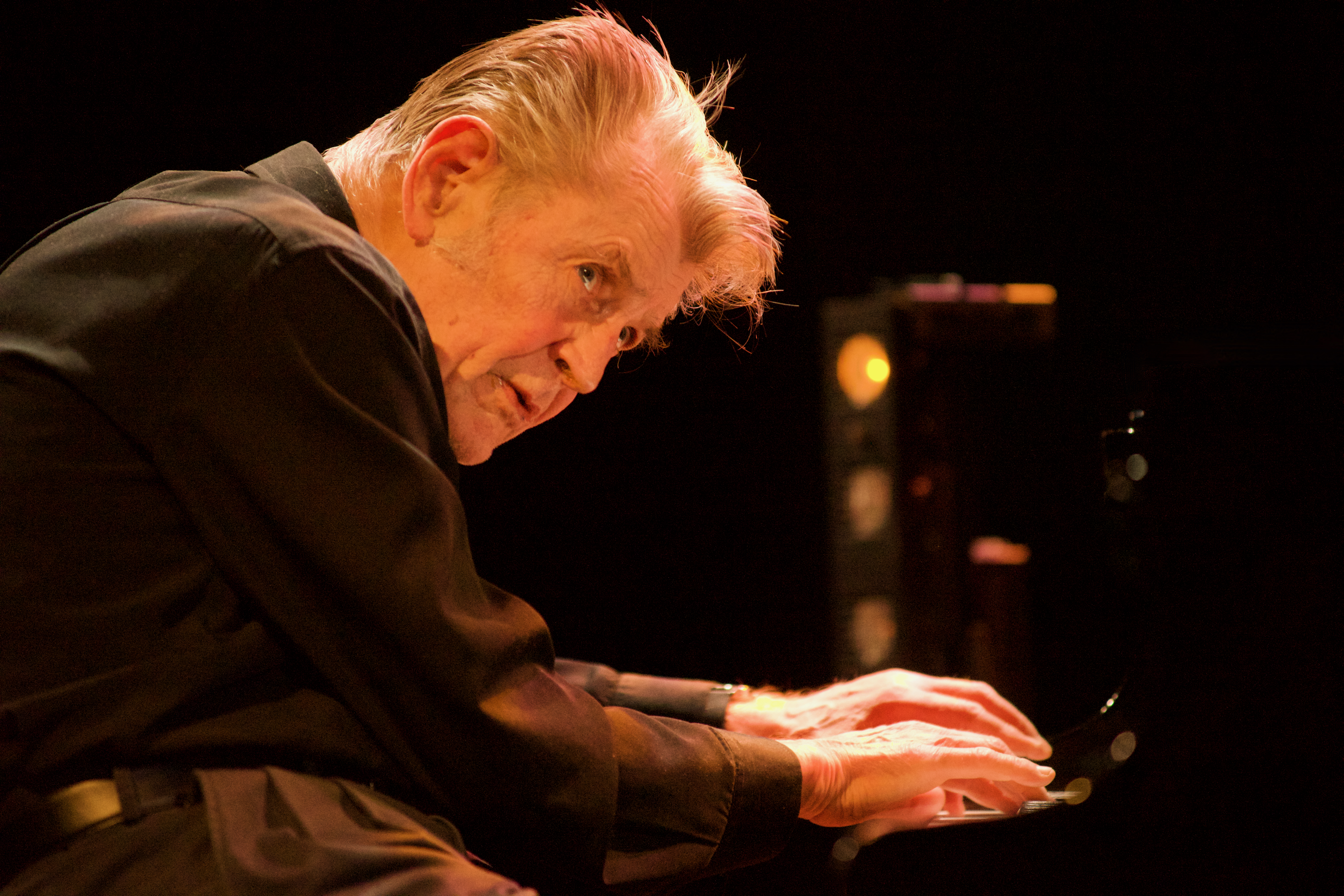
Rodrigo Amado 'The Bridge' 9 aprile 2023 BIM Amsterdam - Alexander von Schlippenbach.
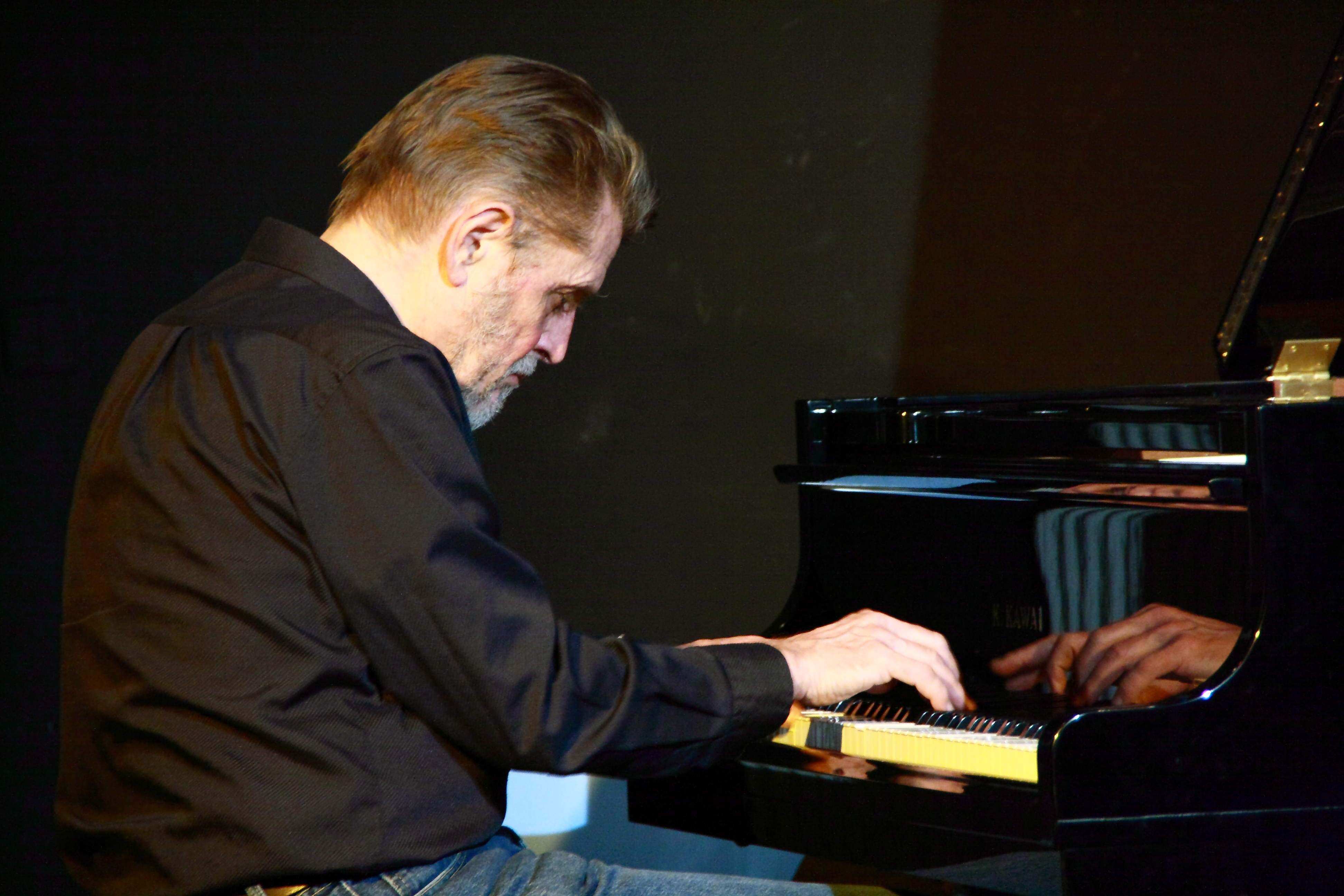
Concerto in occasione dei 40 anni dello Schlippenbach-Trio e del Club W71.
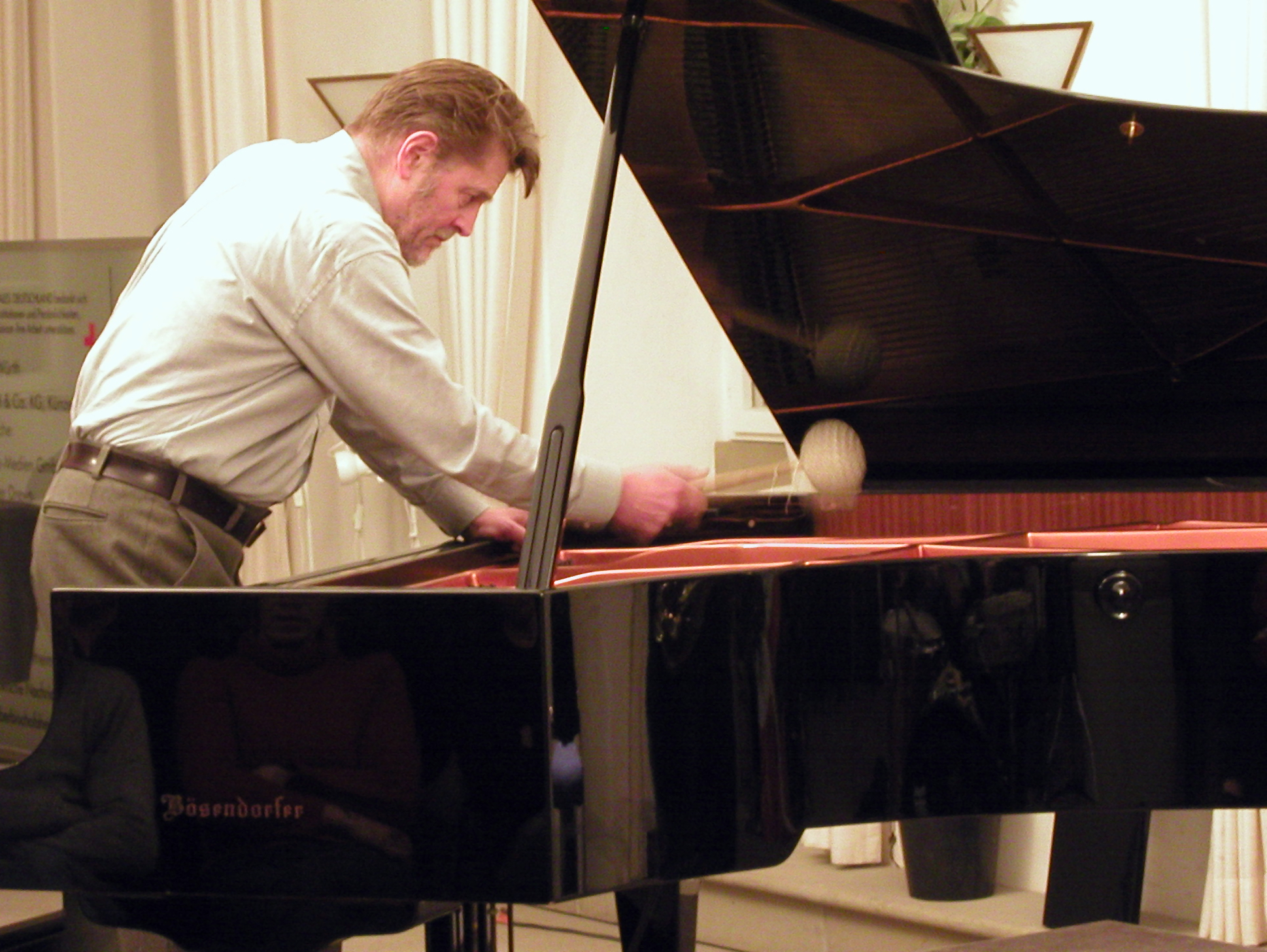
Alexander von Schlippenbach il 10.12.2004 nel castello di Weikersheim
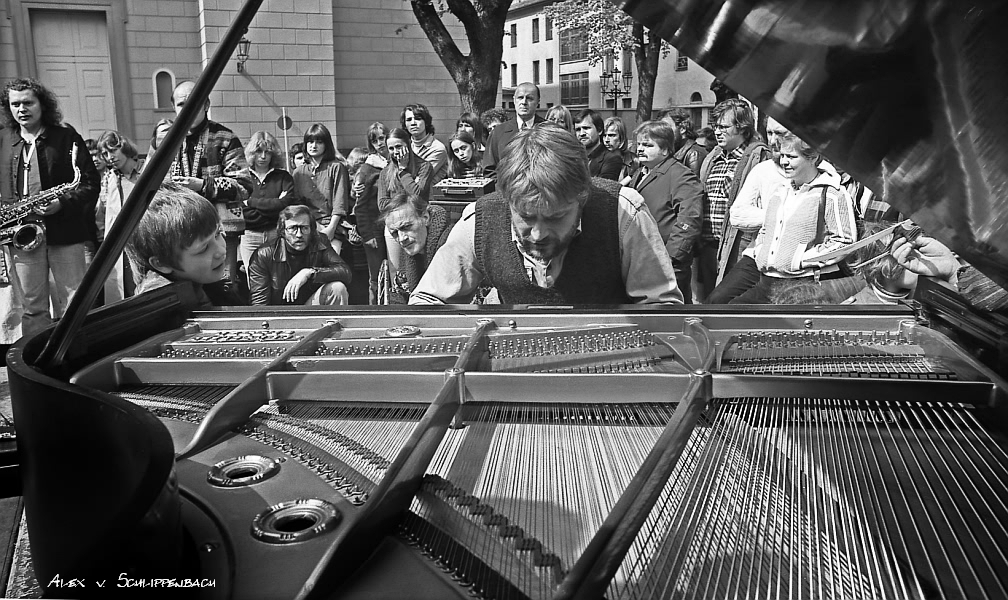
Alexander von Schlippenbach, Globe Unity Orchestra, concerto all'aperto a Wuppertal (Laurentiusplatz), anni '70
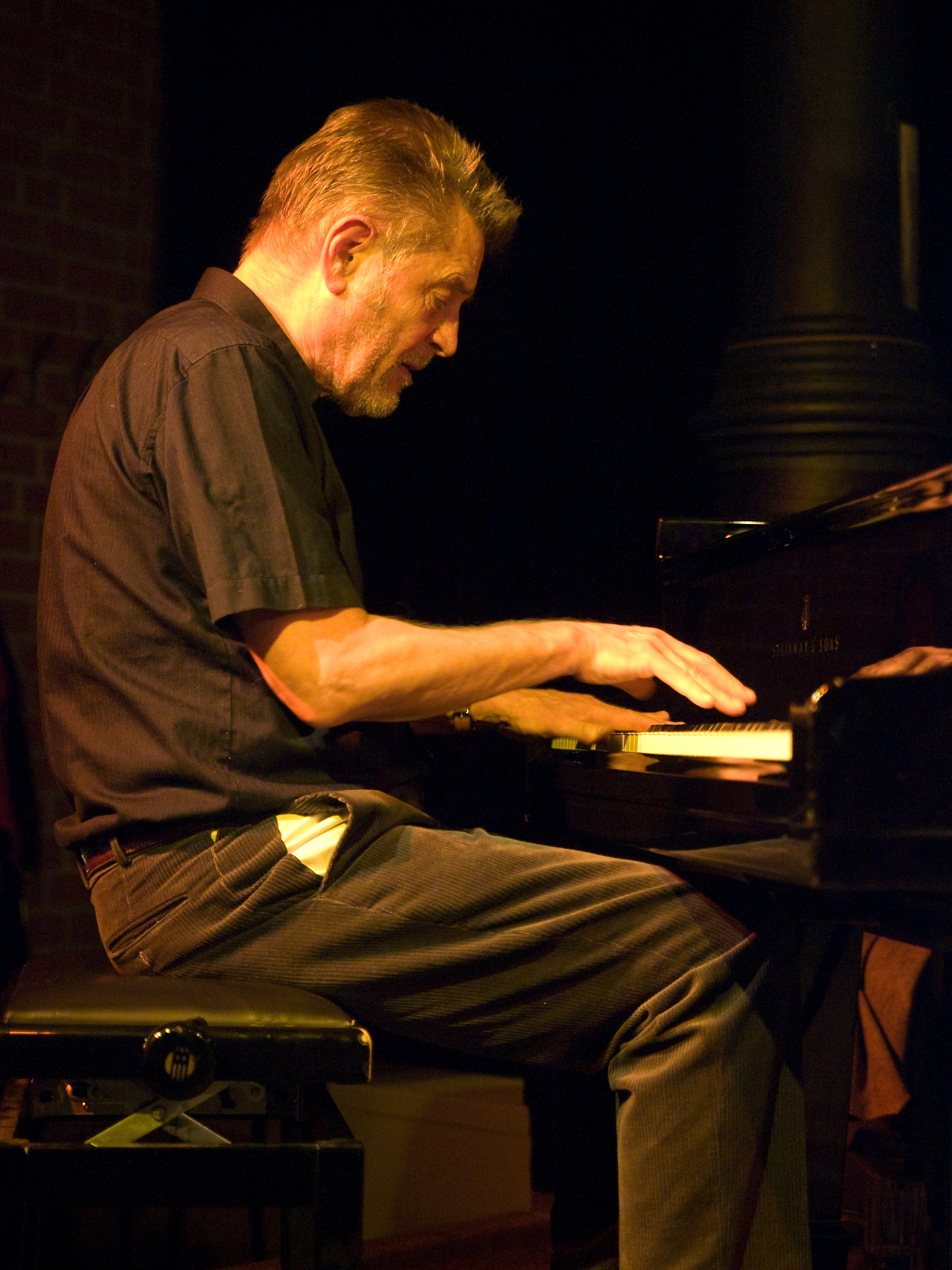
Alexander von Schlippenbach, pianista, foto scattata nel jazz club 'Unterfahrt' a Monaco di Baviera/Germania
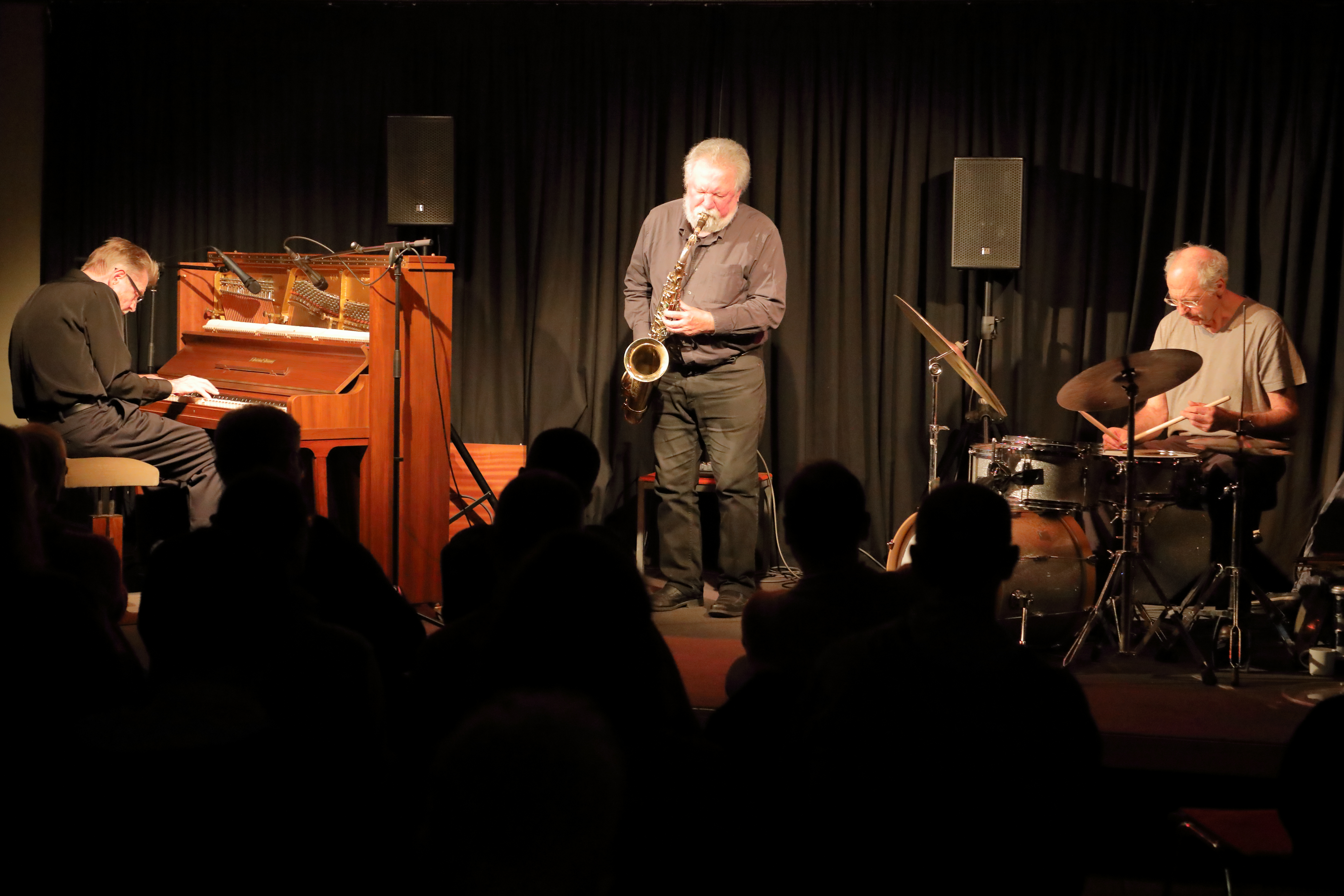
Il Trio Schlippenbach al concerto al Club W71, Weikersheim (2019): Alexander von Schlippenbach (piano), Evan Parker (sassofono) e Paul Lytton (batteria).
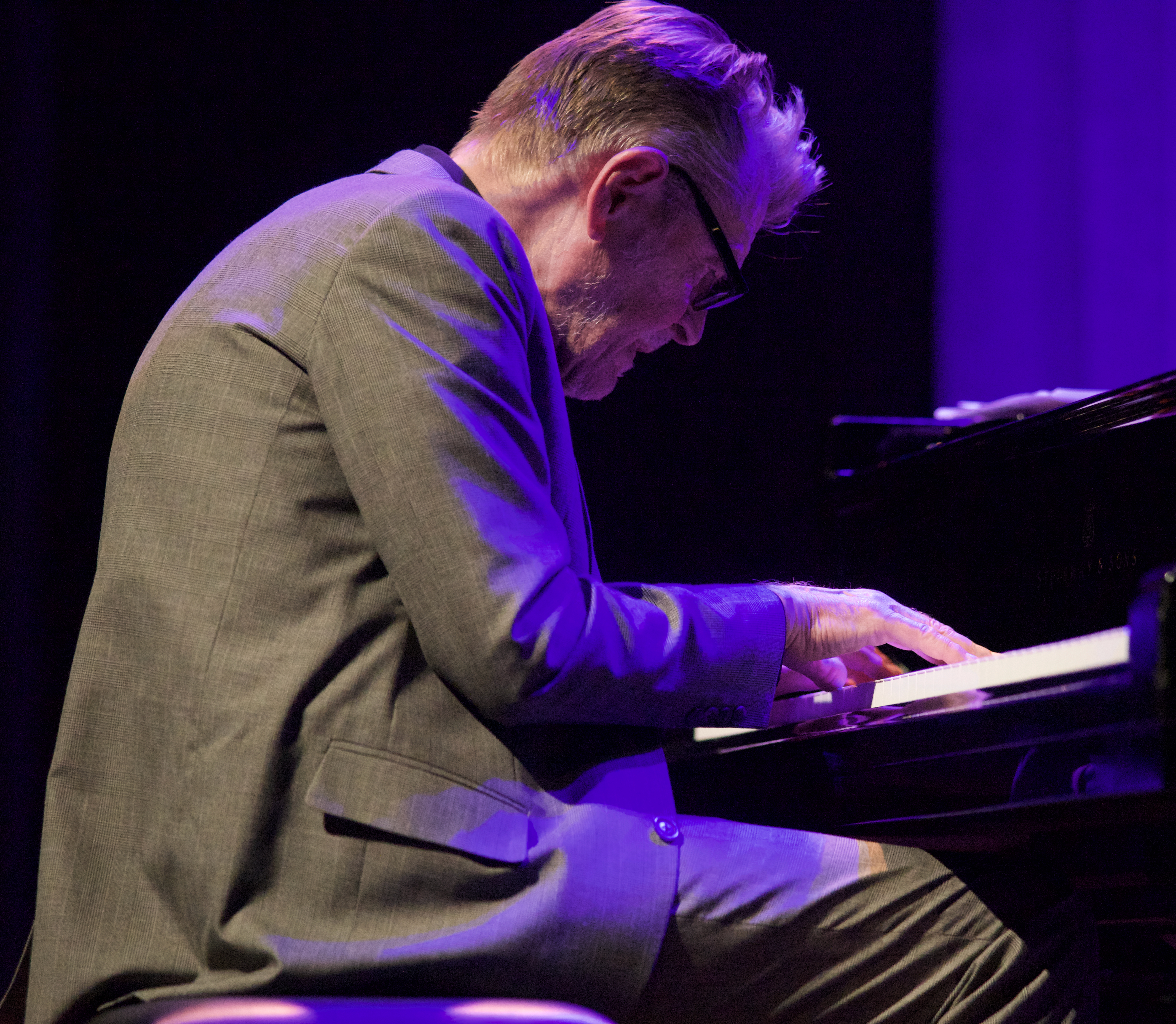
Festival della transizione Tivoli Vredenburg Utrecht 14 aprile 2018 - Casinò dei Monaci, Alexander von Schlippenbach

## Discografia

### Come leader
- Globe Unity (SABA, 1967)
- The Living Music (QUASAR, 1969)
- Payan (Enja, 1972)
- Pakistani Pomade (FMP, 1973)
- Three Nails Left (FMP, 1975)
- The Hidden Peak (FMP, 1977)
- Piano Solo (FMP, 1977)
- Rondo Brillante con Martin Theurer (FMP, 1983)
- Anticlockwise (FMP, 1983)
- Stranger Than Love con Paul Lovens,  (Po Torch, 1985)
- Smoke con Sunny Murray,  (FMP, 1990)
- Elf Bagatellen (FMP, 1990)
- Physics (FMP, 1993)
- Light Blue Schlippenbach Plays Monk (Enja, 1997)
- Tangens con Sam Rivers (FMP, 1998)
- Digger's Harvest con Tony Oxley (FMP, 1999)
- Complete Combustion (FMP, 1999)
- Hunting the Snake (Atavistic, 2000)
- Swinging the Bim (FMP, 2000)
- Compression (2002)
- Broomriding (Psi, 2003)
- Open Speech con Carlos Bechegas (Forward, 2004)
- Vesuvius con Paul Dunmall (Slam, 2005)
- Monk's Casino (Intakt, 2005)
- Winterreise (Psi, 2006)
- Twelve Tone Tales Vol. I (Intakt, 2006)
- Twelve Tone Tales Vol. II (Intakt, 2006)
- Dedalus con Daniele D'Agaro (Artesuono, 2007)
- Friulian Sketches (psi, 2008)
- Blackheath con Eddie Prevost (Matchless, 2008)
- Gold Is Where You Find It (Intakt, 2008)
- Bauhaus Dessau (Intakt, 2010)
- Berlin con G9 Gipfel (Jazzwerkstatt, 2010)
- Blue Hawk con Manfred Schoof (Jazzwerkstatt, 2011)
- Schlippenbach Plays Monk (Intakt, 2012)
- First Recordings (Trost, 2014)
- Features (Intakt, 2015)
- Warsaw Concert (Intakt, 2016)
- Jazz Now! (Intuition, 2016)
- So Far con Rudi Mahall (Relative Pitch, 2018)
- Interweaving con Dag Magnus Narvesen (Not Two, 2018)
- Liminal Field con Dag Magnus Narvesen  (Not Two, 2019)

Con la Globe Unity Orchestra
- Live in Wuppertal (FMP, 1973)
- Der Alte Mann Bricht...Sein Schweigen (FMP, 1974)
- Bavarian Calypso & Good Bye (FMP, 1975)
- Into the Valley Vol. 2 (FMP, 1976)
- Evidence Vol. 1 (FMP, 1976)
- Jahrmarkt & Local Fair (Po Torch, 1977)
- Pearls (FMP, 1977)
- Improvisations (Japo, 1978)
- Hamburg '74 (FMP, 1979)
- Compositions (Japo, 1980)
- Intergalactic Blow (Japo, 1983)
- Rumbling (FMP, 1991)
- 20th Anniversary (FMP, 1993)
- Globe Unity 67 & 70 (Atavistic, 2001)
- Globe Unity 2002 (Intakt, 2003)
- Baden-Baden '75 (FMP, 2011)
- Globe Unity 40 Years (Intakt, 2007)
- Globe Unity 50 Years (Intakt, 2018)

Con Sven-Ake Johansson
- Live at the Quartier Latin (FMP, 1976)
- Kung Bore (FMP, 1978)
- Drive (FMP, 1981)
- Kalfaktor A. Falke Und Andere Lieder (FMP, 1983)
- Blind Aber Hungrig Norddeutsche Gesange (FMP, 1986)

Con Manfred Schoof
- Voices (CBS, 1966)
- Manfred Schoof Sextet (Wergo, 1967)
- European Echoes (FMP, 1969)
- The Early Quintet (FMP, 1978)

Con Aki Takase
- Piano Duets: Live in Berlin 93/94 (FMP, 1995)
- Live at Café Amores (NoBusiness, 1995)[5]
- Lok 03 (Leo, 2005)
- Iron Wedding: Piano Duets (Intakt, 2008)
- New Blues (Yellowbird, 2012)
- So Long Eric! (Intakt, 2014)
- Signals (Trost, 2016)
- Live at Cafe Amores (NoBusiness, 2018)
- Hokusai Piano Solo (Intakt, 2019)

Con la Berlin Contemporary Jazz Orchestra
- Berlin Contemporary Jazz Orchestra (ECM, 1990)
- The Morlocks and Other Pieces (FMP, 1994)
- Live in Japan '96 (DIW, 1997)

### Come turnista
Con Peter Brotzmann
- Alarm (FMP, 1983)
- Up and Down (Olof Bright 2010)
- Peter Brotzmann/Alexander von Schlippenbach/Achim Trampenau (Carbon Edition, 2013)
- Fifty Years After (Trost, 2019)

Con Evan Parker
- 50th Birthday Concert (Leo, 1994)
- 2X3=5 (Leo 2001)
- The Bishop's Move (Les Disques Victo, 2004)
- America 2003 (Psi, 2004)

Con altri
- Gunter Hampel, Heartplants (SABA, 1965)
- Gunter Hampel, Legendary (Birth 1998)
- Mario Schiano, Unlike (Splasc(H), 1990)
- Philipp Wachsmann, Free Zone Appleby, 2006 (Psi, 2007)
- Bernd Alois Zimmermann, Die Befristeten & Improvisationen Uber Die Oper Die Soldaten & Tratto (Wergo, 1967)
- Bernd Alois Zimmermann, Requiem fur Einen Jungen Dichter (Sony 1995)